# Bennedict Mathurin
Bennedict Richard Felder Mathurin (* 19. Juni 2002 in Montréal) ist ein kanadischer Basketballspieler.

## Werdegang
Mathurin ist haitianischer Abstammung und wuchs im Norden der kanadischen Großstadt Montréal auf. Dort spielte er als Jugendlicher Basketball in der Schulmannschaft des Collège Charles-Lemoyne. 2018 wechselte er an eine Akademie der NBA nach Mexiko-Stadt.
Zur Saison 2020/21 ging er in die Vereinigten Staaten an die University of Arizona. An der Hochschule spielte der Kanadier bis 2022. Er wurde als bester Spieler der Pac-12-Conference der Saison 2021/22 ausgezeichnet. Nachdem er Mittelwerte von 17,7 Punkten und 5,3 Rebounds pro Spiel erzielt hatte, trug er sich zum NBA-Draftverfahren 2022 ein und wurde dort an sechster Stelle von den Indiana Pacers ausgewählt. In der seit 1947 andauernden Geschichte des Drafts wurde vor ihm kein anderer Spieler aus der Provinz Québec an einer früheren Stelle ausgewählt; des Weiteren war Mathurin der erste gebürtige Quebecer seit Bill Wennington 1985, dessen Rechte in der ersten Runde vergeben wurden.
In seiner ersten NBA-Saison (2022/23) konnte Mathurin von Beginn an überzeugen. Obwohl nur von der Bank kommend, erzielte er in seinem ersten Spiel bereits 19 und im zweiten dann 26 Punkte. In seinem siebten Spiel gelang es ihm zum ersten Mal, die 30-Punkte-Grenze zu durchbrechen. 

### Nationalmannschaft
Mit Kanadas U19-Nationalmannschaft gewann er bei der Weltmeisterschaft dieser Altersklasse im Jahr 2021 die Bronzemedaille.

## Karriere-Statistiken

### NBA

#### Hauptrunde
| Saison  | Team    | GP  | GS | MPG  | FG % | 3P % | FT % | RPG | APG | SPG | BPG | PPG  |
| ------- | ------- | --- | -- | ---- | ---- | ---- | ---- | --- | --- | --- | --- | ---- |
| 2022–23 | Indiana | 78  | 17 | 28.5 | .434 | .323 | .828 | 4.1 | 1.5 | 0.6 | 0.2 | 16.7 |
| 2023–24 | Indiana | 59  | 19 | 26.1 | .446 | .374 | .821 | 4.0 | 2.0 | 0.6 | 0.2 | 14.5 |
| Gesamt  | Gesamt  | 137 | 36 | 27.4 | .439 | .344 | .826 | 4.0 | 1.7 | 0.6 | 0.2 | 15.8 |